# 朝阳乡 (桂林市)
朝阳乡是中华人民共和国广西壮族自治区桂林市七星区下辖的一个乡。

## 行政区划
朝阳乡下辖以下地区：
西南村、湖塘村、丫吉村、岩前村、新建村和合心村。